# اگوستین گاجات
اگوستین گاجات (انگلیسی: Agustín Gajate؛ زادهٔ ۲۳ مارس ۱۹۵۸) بازیکن فوتبال اهل اسپانیا است.
از باشگاه‌هایی که در آن بازی کرده‌است می‌توان به باشگاه فوتبال رئال سوسیداد اشاره کرد.
وی همچنین در تیم‌های ملی فوتبال زیر ۲۱ سال اسپانیا، زیر ۲۳ سال اسپانیا، و اسپانیا بازی کرده‌است.